# SuperHeavy
SuperHeavy was een rocksupergroep die bestond uit Mick Jagger, Joss Stone, Dave Stewart, Damian Marley en A. R. Rahman. De muzikale stijl van de band varieerde sterk, van reggae tot ballads tot Indiase muziek.

## Geschiedenis

### Ontstaan
Tot mei 2011 was het bestaan van SuperHeavy geheim. Op 20 mei 2011 kondigde Mick Jagger, bekend van The Rolling Stones, het bestaan van de supergroep aan. SuperHeavy was een idee van Dave A. Stewart. Stewart en Jagger hielden beiden van Indiase muziek en om die reden werd A. R. Rahman, een Indiase componist, toegevoegd aan de groep. Later voegden Stone en Marley zich bij de band.

### Debuutalbum
In het begin van 2009, werkten de vijf leden samen in de Jim Henson Studios in Los Angeles, waar ze probeerden "nummers met betekenis" te schrijven. Tijdens de sessie, die 10 dagen duurde, werden 29 nummers opgenomen, met een totale speelduur van 35 uur. Enkele nummers duurden "een uur en 10 minuten" voordat ze ingekort werden.
Een preview van het album werd gehouden op 30 juni 2011 in de studio waar het was opgenomen; de band speelde acht nummers. De eerste single van het album, "Miracle Worker" werd op 6 juli uitgebracht en kreeg veel positieve kritieken. De tweede single, "Satyameva Jayate" (letterlijk: Alleen de waarheid overwint), is deels in het Sanskriet en werd op 9 augustus 2011 uitgebracht.

## Discografie

### Album
| Album met eventuele hitnotering(en) in de Nederlandse Album Top 100 | Datum van verschijnen | Datum van binnenkomst | Hoogste positie | Aantal weken | Opmerkingen |
| ------------------------------------------------------------------- | --------------------- | --------------------- | --------------- | ------------ | ----------- |
| SuperHeavy                                                          | 16-09-2011            | 24-09-2011            | 1(1wk)          | 12           |             |

| Album met hitnotering(en) in de Vlaamse Ultratop 200 albums | Datum van verschijnen | Datum van binnenkomst | Hoogste positie | Aantal weken | Opmerkingen |
| ----------------------------------------------------------- | --------------------- | --------------------- | --------------- | ------------ | ----------- |
| SuperHeavy                                                  | 2011                  | 24-09-2011            | 14              | 7            |             |

### Singles
| Single met eventuele hitnotering(en) in de Nederlandse Top 40 | Datum van verschijnen | Datum van binnenkomst | Hoogste positie | Aantal weken | Opmerkingen                 |
| ------------------------------------------------------------- | --------------------- | --------------------- | --------------- | ------------ | --------------------------- |
| Miracle worker                                                | 11-07-2011            | 30-07-2011            | tip4            | -            | Nr. 25 in de Single Top 100 |
| Beautiful people                                              | 2011                  | -                     |                 |              | Nr. 64 in de Single Top 100 |

| Single met hitnotering(en) in de Vlaamse Ultratop 50 | Datum van verschijnen | Datum van binnenkomst | Hoogste positie | Aantal weken | Opmerkingen                |
| ---------------------------------------------------- | --------------------- | --------------------- | --------------- | ------------ | -------------------------- |
| Miracle worker                                       | 2011                  | 30-07-2011            | tip28           | -            | Nr. 7 in de Radio 2 Top 30 |

## Leden
- Mick Jagger
- A. R. Rahman
- Joss Stone
- Damian Marley
- Dave Stewart
- Ann Marie Calhoun – viool
- Shiah Coore – bas
- Courtney Diedrick – drum